# Musa Kâzım Efendi

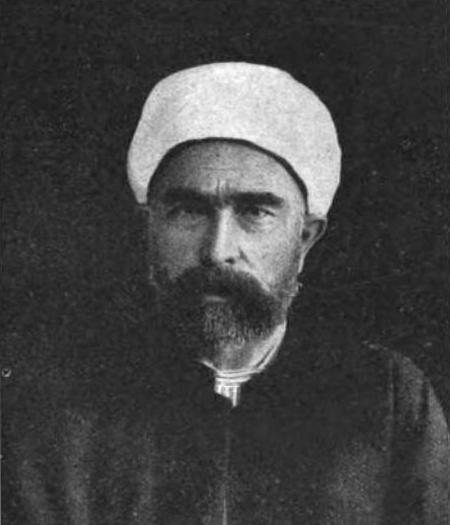
Musa Kâzım Efendi (circa 1910)

Musa Kâzım Efendi (* 1858 in Erzurum, Türkei; † 1920 in Edirne) war ein Autor und Scheichülislam im Osmanischen Reich. Er war Bektaschit.

## Leben
Seine Ausbildung zum Geistlichen erhielt er in Balıkesir durch Selahaddin Ali Şuuri und Lutfi Efendi und in İstanbul durch Kazasker Eşref und Hoca Şakir Efendi. Danach war er eine Zeitlang als Lehrer tätig.
Er war in vier Regierungskabinetten des Komitees für Einheit und Fortschritt (İttihat ve Terakki Cemiyeti) unter den Großwesiren İbrahim Hakkı Pascha, Mehmed Said Pascha, Said Halim Pascha und Talât Pascha der damalige Scheichülislam. Des Weiteren gehörte er der Wissenschaftskommission seiner Partei an.
Wolfgang G. Schwanitz schreibt über seine Rolle beim Kriegseintritt der Türkei 1914:
Der niederländische Arabist Hurgronje war nicht vom Kriegsrausch befallen. Er sah sich (sc. im Gegenteil) herausgefordert, als Mitte November 1914 der höchste osmanische Rechtsgelehrte, der Scheich des Islam, den Djihad an der Seite der Deutschen legitimierte. Dies geschah so, wie es die Deutschen mit den Türken besprochen hatten.
Nach dem Ersten Weltkrieg wurde er zusammen mit den anderen Führern seiner Partei verurteilt und verstarb daraufhin 1920 in Edirne.
Kâzım Efendi war den Angaben der Großloge der Freien und Angenommenen Maurer der Türkei zufolge ein Freimaurer.

## Schriften
- Usul-ü Meşveret ve Hürriyet (1908), (türkisch)
- İslam'da Cihad (1917), (türkisch)
- Sure-i İhlas ve Alak Tefsirleri (1918), (türkisch)
- Külliyat-ı Seyhülislam Musa Kazım (1920), (türkisch)